# انتخابات مجلس الأمة الكويتي 1985
أقيمت الانتخابات السادسة لمجلس الأمة الكويتي في عام 1985، وقد أقيمت على حسب توزيع الدوائر الخمسة والعشرون.

## توزيع الدوائر الانتخابية
الدائرة الأولى
- منطقة الشرق
- منطقة الدسمة
- منطقة المطبة
- منطقة دسمان
- منطقة بنيد القار

الدائرة الثانية
- منطقة المرقاب
- ضاحية عبد الله السالم

الدائرة الثالثة
- منطقة القبلة
- منطقة الشويخ
- منطقة الشامية

الدائرة الرابعة
- منطقة الدعية
- منطقة الشعب
- جزيرة فيلكا وسائر الجزر

الدائرة الخامسة
- منطقة القادسية
- منطقة المنصورية

الدائرة السادسة
- منطقة الفيحاء
- منطقة النزهة

الدائرة السابعة
- منطقة كيفان

الدائرة الثامنة
- منطقة حولي
- منطقة ميدان حولي
- منطقة النقرة
- منطقة بيان
- منطقة مشرف

الدائرة التاسعة
- منطقة الروضة

الدائرة العاشرة
- منطقة العديلية
- منطقة الجابرية
- منطقة السرة

الدائرة الحادية عشر
- منطقة الخالدية
- منطقة قرطبة
- منطقة اليرموك

الدائرة الثانية عشر
- منطقة السالمية
- منطقة البدع
- منطقة سلوى
- منطقة الراس

الدائرة الثالثة عشر
- منطقة الرميثية

الدائرة الرابعة عشر
- منطقة أبرق خيطان
- منطقة خيطان الجديدة

الدائرة الخامسة عشر
- منطقة الفروانية
- منطقة عين بغزي

الدائرة السادسة عشر
- منطقة العمرية
- منطقة الرابية
- منطقة الرقعي
- منطقة الأندلس

الدائرة السابعة عشر
- منطقة جليب الشيوخ
- منطقة الشدادية
- منطقة صيهد العوازم
- منطقة العضيلية
- منطقة العارضية

الدائرة الثامنة عشر
- منطقة الصليبيخات
- منطقة الدوحة
- منطقة أمغرة
- منطقة غرناطة

الدائرة التاسعة عشر
- منطقة الجهراء الجديدة
- منطقة الصليبية والمساكن الحكومية

الدائرة العشرون
- منطقة الجهراء وحدود الكويت مع العراق شمالا وغربا وحدود الكويت مع السعودية حتى المتياهة.

الدائرة الحادية والعشرون
- مدينة الأحمدي
- منطقة المقوع
- منطقة واره
- منطقة الصبيحية
- منطقة الجعيدان حتى حدود الكويت مع السعودية
- منطقة هدية
- منطقة الفنطاس
- منطقة المهبولة
- منطقة أبو حليفة
- منطقة الفنيطيس
- منطقة المسيلة
- ضاحية صباح السالم

الدائرة الثانية والعشرون
- منطقة الرقة

الدائرة الثالثة والعشرون
- منطقة الصباحية

الدائرة الرابعة والعشرون
- منطقة الفحيحيل
- منطقة المنقف

الدائرة الخامسة والعشرون
- منطقة أم الهيمان
- ميناء عبد الله
- منطقة الزور
- منطقة الوفرة حتى حدود الكويت الجنوبية مع السعودية.

## الفائزون حسب الدوائر
الدائرة الأولى
- خالد جميعان الجميعان
- يعقوب محمد حياتي

الدائرة الثانية
- حمد عبد الله الجوعان
- عبد الرحمن خالد الغنيم

الدائرة الثالثة
- جاسم عبد العزيز القطامي
- جاسم الخرافي

الدائرة الرابعة
- عبد الله يوسف الرومي
- ناصر عبد الله الروضان

الدائرة الخامسة
- أحمد يعقوب باقر
- عبد العزيز عبد اللطيف المطوع

الدائرة السادسة
- حمود الرومي
- مشاري جاسم العنجري

الدائرة السابعة
- جاسم العون
- فيصل عبد الحميد الصانع

الدائرة الثامنة
- أحمد الربعي
- عبد الله النفيسي

الدائرة التاسعة
- أحمد محمد الخطيب
- جاسر الجاسر

الدائرة العاشرة
- سامي أحمد المنيس
- صالح يوسف الفضالة

الدائرة الحادية عشر
- أحمد عبد العزيز السعدون
- محمد سليمان المرشد

الدائرة الثانية عشر
- راشد الجويسري
- سالم عبد الله الحماد

الدائرة الثالثة عشر
- عباس الخضاري
- ناصر عبد العزيز صرخوه

الدائرة الرابعة عشر
- حمود الجبري
- ناصر فهد البناي

الدائرة الخامسة عشر
- عباس مناور المسيلم
- محمد مفرج المسيلم

الدائرة السادسة عشر
- براك النون
- مبارك فهد الدويلة

الدائرة السابعة عشر
- فيصل بندر الدويش
- يوسف خالد المطيري

الدائرة الثامنة عشر
- خلف دميثير
- صياح أبو شيبه

الدائرة التاسعة عشر
- أحمد نصار الشريعان
- منيزل العنزي

الدائرة العشرون
- علي عبد الله السعيد
- فلاح مبارك الحجرف

الدائرة الحادية والعشرون
- خالد العجران
- دعيج الجري

الدائرة الثانية والعشرون
- سعد بن طامي
- هادي الحويلة

الدائرة الثالثة والعشرون
- خميس طلق عقاب
- مبارك فالح راعي الفحماء

الدائرة الرابعة والعشرون
- راشد سيف الحجيلان
- مبارك الزوير

الدائرة الخامسة والعشرون
- عايض علوش العازمي
- هاضل سالم الجلاوي